# 维克托·迈尔
维克托·迈尔（德語：Viktor Meyer；1848年9月8日—1897年8月8日），德国化学家，曾在有机化学和无机化学领域内作过重大贡献，他因发明测量蒸气密度的仪器——维克托·迈尔仪和发现一种杂环化合物——噻吩而出名。在他的一些出版物中，他有时也称呼自己为“Victor Meyer”。

## 早年生活
维克托·迈尔1848年出生于德国柏林，他的父亲是一名商人和棉制品印花工，叫雅克·迈尔（Jacques Meyer），他的母亲叫贝尔塔（Bertha）。虽然迈尔的父母都是犹太人，但他并不是在犹太教信仰下长大。后来，他批准在改革派犹太教堂任职。他娶了一个信奉基督教的女子，黑德维希·戴维松（Hedwig Davidson），他们的孩子也跟随信奉基督教。
迈尔10岁进入高中，和比他大两岁的哥哥里夏德·迈尔在同一个班。虽然他拥有优秀的科学技能，但是他的心愿是做一个演员，因为他喜爱诗歌。他哥哥里夏德当时在海德堡大学研究化学，在一次探访维克托·迈尔的过程中，维克托·迈尔迷上了化学。

## 学业和事业
1865年，迈尔不足17岁，在父母催促下，他开始在柏林大学攻读化学，同年奥古斯特·威廉·冯·霍夫曼接替艾尔哈德·米希尔里希成为化学系教授。一个学期后，迈尔到海德堡大学为罗伯特·威廉·本生工作，他也在海德堡大学听到埃米尔·埃伦迈尔的讲座。因为当时不需要在本生下研究，1867年迈尔获得博士学位，他当时是19岁。这造就了他成为当时最重要的化学家之一。他呆在本生那里一年进行矿泉水的地域范围分析，此外他还能教一些博士生。在柏林，他加入了阿道夫·冯·拜尔的团体，后来拜尔成为他最好的朋友之一，从无机化学到有机化学。迈尔23岁的时候，赫尔曼·冯·斐林需要一个能做讲师的学生，拜尔应他的请求派迈尔到了斯图加特大学。

## 健康

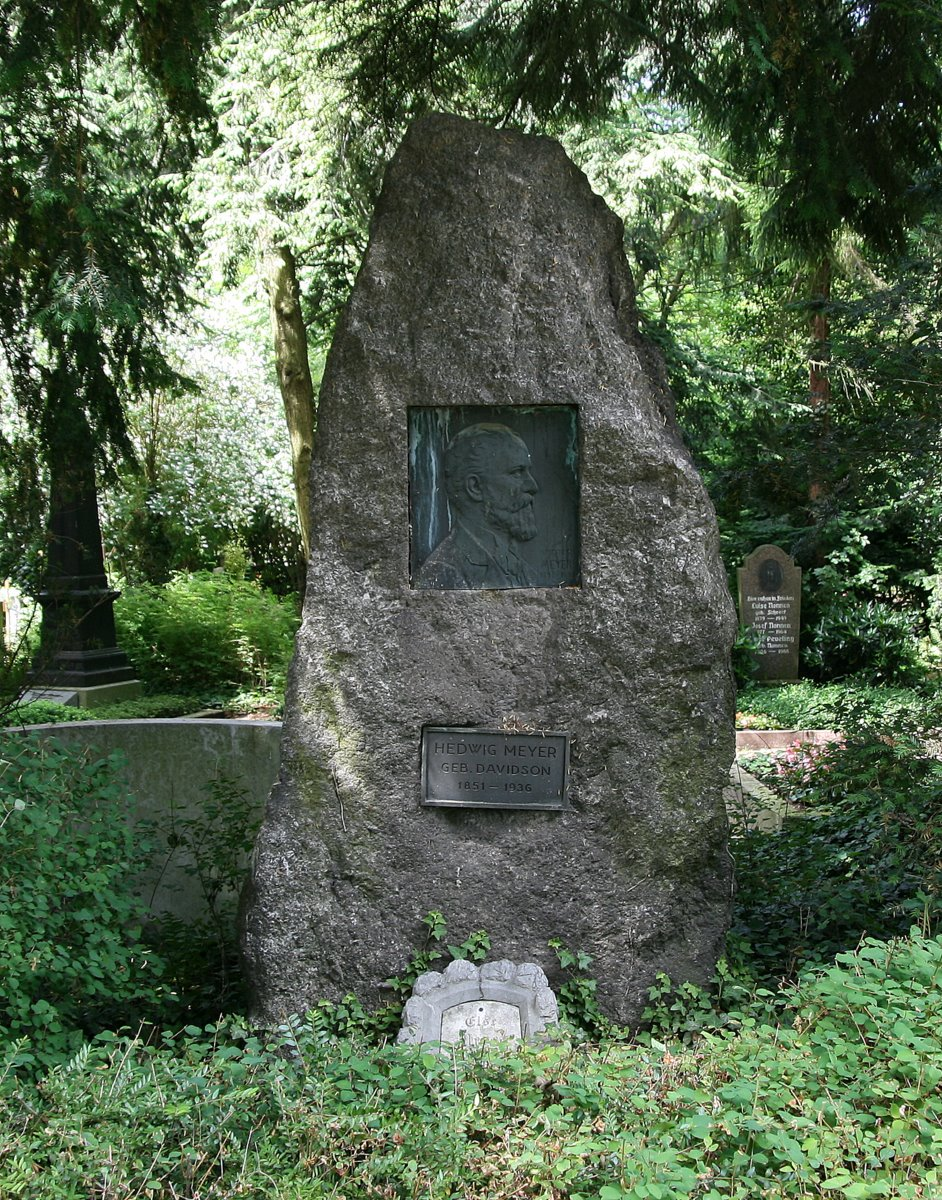
迈尔位于海德堡的坟墓

由于工作过度，迈尔的神经系统受损，导致在他晚年的时候的多种大大小小的精神崩溃。他总是未完全康复就继续工作。他吃安眠药，但这会对他的神经系统构成破坏性影响。在一次抑郁症发作的时候，迈尔决定终结他的生命，服下氰化物自杀。他于1897年8月7日晚上至翌日在海德堡去世，享年49岁。迈尔的死让很多人震惊，他的同事和学生认为他是一个非常有才华的科学家和教师。

## 职业生涯

### 专业成就
| 1867年 | 罗伯特·威廉·本生实验室助手，为巴登政府分析矿泉水和为学生准备考试                                       |
| 1868年 | 在柏林工业大学研究有机化学，1871年前由阿道夫·冯·拜尔指导                                               |
| 1871年 | 在无需取得任职资格情况下担任斯图加特大学有机化学副教授一职                                             |
| 1872年 | 在苏黎世联邦理工学院担任正教授                                                                         |
| 1885年 | 接替弗里德里希·维勒担任哥廷根大学化学正教授                                                            |
| 1889年 | 接替罗伯特·威廉·本生担任海德堡大学化学教授；1888年本生要求迈尔接替教授，但到了1889年第二次要求下才答应 |

### 科学贡献
- 1869年，硫酸和甲酸盐合成生成芳香族羧酸
- 1872年，烷基碘和亚硝酸银合成生成硝基烷
- 1875年，提出伯、仲、叔硝基烷类化合物的识别法
- 1892年，邻碘苯甲酸与硝酸反应，发现碘氧基化合物
- 1892年，观察发现邻位取代的苯甲酸衍生物的酯化遇到困难。这个原理被称为“维克托·迈尔酯化律”，用来尝试酯化邻氧碘苯甲酸。
- 1894年，碘代苯与亚碘酰苯反应，发现碘鎓化合物。

### 书籍
迈尔写过几本著名的书：
- 《表的定量分析》（Tabellen zur qualitativen Analyse），与弗里德里克·特勒威尔合著，1884年
- 《高温化学研究》（Pyrochemische Untersuchungen），1885年
- 《噻吩基团》（Die Thiophengruppe），1888年
- 《当代化学问题》（Chemische Probleme der Gegenwart），1890年
- 《立体化学研究的结果和目标》（Ergebnisse und Ziele der Stereochemischen Forschung），1890年
- 《有机化学教程》（Lehrbuch der organischen Chemie），与保罗·雅各布森合著，是当时很流行的书，曾多次重印和修订，1893年
- 《三月在加那利群岛——到特内里费岛和拉斯帕尔马斯的度假旅行》（Märztage im kanarischen Archipel, ein Ferienausflug nach Teneriffa und Las Palmas），旅游指南，1893年

### 荣誉
- 为表彰他的杰出实验本领和对化学的诸多贡献，皇家学会于1891年向维克托·迈尔颁发戴维奖章[1]。

## 延伸阅读
- 里夏德·迈尔《维克托·迈尔的生活和作为一个德国化学家和科学家的工作，1848年-1897年》（Victor Meyer. Leben und Wirken eines deutschen Chemikers und Naturforschers,1848-1897），Akademische Verlagsgesellschaft出版，1917年